# Gustow
Gustow er en by og kommune i det nordøstlige Tyskland, beliggende under Landkreis Vorpommern-Rügen på øen Rügen. Landkreis Vorpommern-Rügen ligger i delstaten Mecklenburg-Vorpommern. Gustow er beliggende på den sydvestlige del af øen ved farvandet Strelasund – der adskiller Rügen fra fastlandet. Til Gustow hører også halvøen Drigge der går ud i sundet.

## Landsbyer og bebyggelser
- Drigge
- Gustow
- Nesebanz
- Prosnitz
- Sissow
- Warksow